# Inger Aufles
Inger Reidun Aufles (* 29. Mai 1941 in Valldal, Norddal als Inger Reidun Døving) ist eine ehemalige norwegische Skilangläuferin.

## Werdegang
Aufles zog im Alter von 20 Jahren mit ihrer Familie von Valldall nahe Ålesund nach Mosjøen, heiratete dort und begann kurze Zeit später beim Verein Kjærstad IL mit dem Skilanglauf. Bei den Norwegischen Meisterschaften 1964 in Voss erreichte sie im Einzel über 5 km Rang vier und über 10 km Rang fünf. Im Jahr 1965 belegte sie bei den Svenska Skidspelen den dritten Platz und im Jahr 1966 den zweiten Platz mit der Staffel.
Bei den Norwegischen Meisterschaften 1966 sicherte sich Aufles im Einzel über 5 km die Bronzemedaille und über 10 km die Silbermedaille. Wenig später wurde Aufles für die Nordischen Skiweltmeisterschaften 1966 in Oslo nominiert. Im Staffelrennen über 3 × 5 km gewann sie gemeinsam mit Ingrid Wigernæs und Berit Mørdre die Silbermedaille.
Bei den Norwegischen Meisterschaften 1967 gewann Aufles erneut im Einzel über 5 km die Bronzemedaille und über 10 km die Silbermedaille. Ende Februar 1967 errang sie bei den Lahti Ski Games den zweiten Platz mit der Staffel. Bei ihren ersten Olympischen Winterspielen 1968 in Grenoble, die zugleich als Nordische Skiweltmeisterschaften ausgetragen wurden, sicherte sie sich neben der Bronzemedaille im 10-km-Einzelrennen und Platz sieben über 5 km gemeinsam mit Babben Enger und Berit Mørdre die Goldmedaille in der 3 × 5-km-Staffel. Damit wurde sie mit ihren Mannschaftskolleginnen zugleich Weltmeister.
Bei den Norwegischen Meisterschaften 1968 in Ørskog sicherte Aufles sich nach einer Silbermedaille über 5 km ihren ersten nationalen Titel über 10 km. Zudem gewann sie Bronze mit dem Team in der Staffel. Im darauffolgenden Jahr sicherte sie sich in Raufoss über 5 km den Titel und wurde über 10 km sowie mit der Staffel Zweite. Bei den Svenska Skidspelen 1969 in Falun sicherte sie sich über 10 km ebenfalls den zweiten Rang und den ersten Rang mit der Staffel. Im selben Jahr wurde sie bei den Lahti Ski Games Zweite mit der Staffel.
In Vysoké Tatry wurde sie gemeinsam mit Aslaug Dahl und Berit Mørdre bei den Nordischen Skiweltmeisterschaften 1970 Vierte in der 3 × 5-km-Staffel. Im selben Jahr kam sie bei den Svenska Skidspelen auf den dritten Platz über 10 km und auf den zweiten Rang mit der Staffel.
Bei den Norwegischen Meisterschaften 1971 in Fåberg gewann sie über 10 km mit Bronze erneut eine nationale Medaille. In den Jahren 1971 und 1972 wurde sie bei den Svenska Skidspelen jeweils Zweite mit der Staffel.
Bei den Olympischen Winterspielen 1972 in Sapporo sicherte sie sich in der Staffel mit der Bronzemedaille ihre dritte olympische Medaille. In den Einzelläufen über 5 und 10 km kam sie jeweils nicht über Rang 12 hinaus. Nach den Spielen beendete sie nach der Saison 1971/72 im Alter von 30 Jahren. Zuvor hatte sie bei den Norwegischen Meisterschaften 1972 noch einmal Bronze gewonnen.

## Erfolge
- Nordische Skiweltmeisterschaften 1966 in Oslo: Silber mit der Staffel
- Olympische Winterspiele 1968 in Grenoble: Gold mit der Staffel, Bronze über 10 km
- Olympische Winterspiele 1972 in Sapporo: Bronze mit der Staffel